# Toni Kroos
Toni Kroos (Greifswald, NDK, 1990. január 4. –) világbajnok német válogatott labdarúgó.
17 évesen került a Bayern München első csapatához, ahol már számoltak vele. Ezek után 18 hónapra kölcsönben a Bayer Leverkusen játékosa volt. 2013-ban bajnokok ligáját nyert a bajor csapattal, majd 2014-ben a világbajnokságot is a német válogatottal. Ezek után 6 évre aláírt a Real Madrid csapatához.
A nemzeti csapatban felnőtt szinten 2010-ben debütált, amellyel bronzérmet szerzett a 2010-es labdarúgó-világbajnokságon és a 2012-es labdarúgó-Európa-bajnokságon. Miután 2014-ben világbajnok lett, ő lett az első (és egyetlen) labdarúgó, aki Kelet-Németországban született és világbajnok lett.
A 2023−24-es szezon végén bejelentette, hogy az Európa-bajnokság után visszavonul.

## Pályafutása

### Fiatal évei
Toni Kroos 1990-ben született Greifswaldban, akkor még Kelet-Németország területén és a helyi labdarúgócsapatban kezdte meg a pályafutását, később átigazolt a Hansa Rostock ifjúsági csapatához. A fiatalok között keltette föl Európa szerte a megfigyelők érdeklődését – a Schalke és a Werder Bremen mellett a Chelsea is érdeklődött iránta. 2006 tavaszán azonban az U17-es válogatott tagjaként a Bayern Münchenhez való költözés mellett döntött, ahol először a juniorok között vetették számításba.
A 2007–08-as szezonban 17 évesen felkerült a Bayern felnőttcsapatába. 2007. szeptember 26-án debütált az Energie Cottbus elleni 5–0-s vereségben, és kétszer is gólpasszt jegyzett a találkozón, csereként beállva. Akkor ő volt a valaha volt legfiatalabb játékos, aki profi meccsen képviselte a Bayernt, 17 évesen és 265 naposan. Ezt a rekordot azóta, 2010-ben David Alaba megdöntötte. Október 25-én a szerb Crvena zvezda vendégeként az UEFA-kupa bemutatkozása alkalmával a 81. percben csereként lépett pályára, majd gólpasszt adott Miroslav Klosének és később megszerezte a győztes gólt is. Emellett a Bayern II-ben is rendszeresen játszott. 
A 2008–09-es évad első felében ritkábban kapott már csak lehetőséget. 2008. november 5-én volt ott először a Bajnokok Ligájában az olasz Fiorentina ellen a csoportkör negyedik játéknapján.

### Bayer Leverkusen
2009. január 31-én a Bayer Leverkusen bejelentette, hogy 18 hónapra kölcsönveszi Kroos-t. Február 28-án debütált csereként a Hannover 96 elleni 1–0-s vereségben. 2009. április 18-án megszerezte első Bundesliga-gólját a VfL Wolfsburg ellen 2–1-re elveszített meccsen. Május 30-án pályán volt a Werder Bremen elleni 2009-es német kupa döntőben, ahol a Leverkusen 1–0-ra kikapott. A 2008–09-es szezonban Kroos 13 alkalommal  jutott szerephez, és egyszer volt eredményes.
A 2009–10-es idény alapemberként szerepelt a keretben, és egy kivételével minden Bundesliga-mérkőzésen ott volt. Teljesítményének elismeréseképpen 2009 decemberében és 2010 januárjában a "Hónap játékosának" járó díjat is elnyerte. Összesen 33 meccsen 9 góllal és 12 gólpasszal zárta a statisztikákat. 
Mindkét évét figyelembe véve 48 mérkőzésen 10 alkalommal talált az ellenfelek kapujába.

### Bayern München

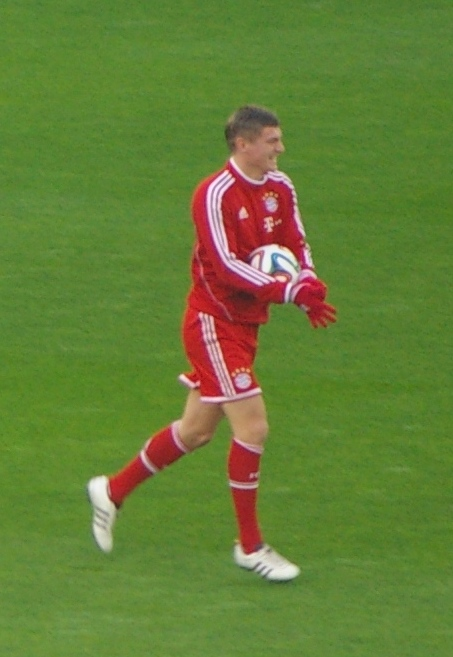
Kroos 2014-ben a Bayern játékosaként.

2010 nyarán, a Bayer Leverkusennél töltött kölcsönének lejártakor visszatért a Bayern Münchenhez. Eleinte is óriási jövőt jósoltak neki fantasztikus irányító képességei miatt. „Toni egyszer válogatott játékos lesz. Ő egy igazi futballista, nagyon jó ösztönökkel. A pályán mindig a helyes döntést hozza meg, anélkül, hogy azt külön megmondanák neki” – mondta anno Ottmar Hitzfeld az ifjú reménységről.
2010. augusztus 16-án a Germania Windeck ellen kezdett a német kupa első fordulójában és megszerezte a harmadik gólját a 4–0-s győzelem során. Október 29-én megszerezte első bajnoki találatát a klub színeiben, amikor 4–1-re legyőzték a Freiburgot.
A 2011–12-es időszakban Jupp Heynckes, korábbi edzője irányítása alatt a Bayern alapembere lett, és jól együtt tudott működni a középpályán Bastian Schweinsteigerrel. A 2012-es BL-döntőben is lehetőséghez jutott. Itt a Bayernt tizenegyesekkel verte meg a Chelsea együttese az Allianz Arénában.
A 2012–13-as években első Bajnokok Ligája-találatát is megszerezte a spanyol Valencia elleni nyitócsoportmérkőzésén. Miután a Juventus elleni negyeddöntőjének első mérkőzésén megsérült, nem volt bevethető a szezon hátralévő részében, és így nem lehetett ott a végül sikeresen megvívott 2013-as Bajnokok Ligája döntőben és a német kupa fináléjában sem.  
A 2013–14-es szezon kezdetére felépült és visszatért. 2013. október 4-én megszerezte első gólját a szezonban korábbi klubja, a Bayer Leverkusen elleni 1–1-es döntetlen során a ligában. 2013. december 17-én a FIFA-klubvilágbajnokság döntőben a csapata 2–0-ra legyőzte a Raja Casablancát. 2014. február 19-én megszerezte második gólját a szezonban az Arsenal elleni 2–0-s Bajnokok Ligája-győzelem során. Március 25-én újból eredményes tudott lenni a Hertha BSC ellen 3–1-re megnyert meccsen, amivel a Bayern megszilárdította vezetését a tabellán.

### Real Madrid

#### 2014–15: Debütáló év

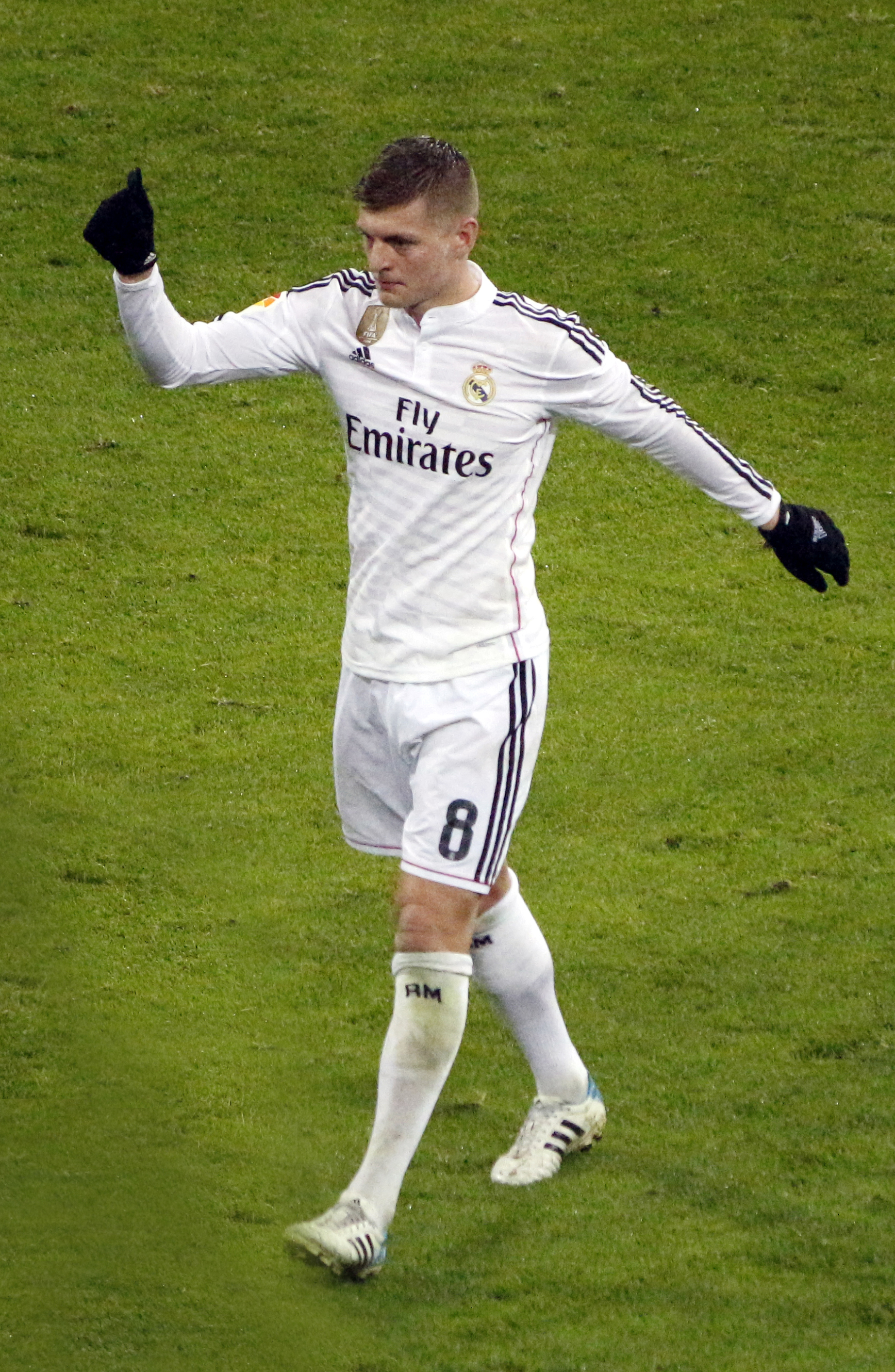
Kroos 2015-ben a Real Madrid játékosaként.

A spanyol Real Madrid 2014. július 17-én délelőtt bejelentette, hogy megegyezett a Bayern Münchennel Kroos átigazolásáról. A világbajnok német középpályás hat évre, 2020-ig írt alá a királyi gárdához. Az ára körülbelül 25 millió euró volt. Ezzel ő lett az egyesület történetének kilencedik német nemzetiségű labdarúgója. 2014. augusztus 12-én mutatkozott be a Sevilla ellen a 2014-es UEFA-szuperkupában és egyből megnyerte első trófeáját a klub alkalmazásában. November 8-án Kroos megszerezte első gólját a habfehér mezben a Rayo Vallecano ellen hazai pályán 5–1-re megnyert összecsapáson. Decemberben segített a csapatnak megnyerni a 2014-es FIFA-klubvilágbajnokságot, gólpasszok tekintetében pedig ő lett a legeredményesebb. Beválasztották a FIFPro World XI-be és az "UEFA Év csapatának" helyére is esélyes volt. 

#### 2015–19: Hazai- és európai dominencia
2015-ben Carlo Ancelottit Rafa Benítez váltotta a madridi kispadon, azonban Benítezt a szezon közepén már Zinedine Zidane pótolta, akinél Kroos továbbra is kulcsfontosságú középpályás volt. Rendszeres kezdő volt, amikor a csapat megnyerte a 2016-os Bajnokok Ligáját is büntetőkkel a városi rivális Atlético Madrid ellen. Ez azt is jelentette, hogy Kroos lett az első német labdarúgó, aki két klubbal emelte magasba a BL-serleget.
2016. október 12-én új, 2022-ig szóló szerződést írt alá és az év végére több díjra is jelölték. Ő szerezte a Real győztes gólját a Celta Vigo elleni meccs 81. percében, amikor 2–1-re megnyerték első hazai meccsüket a La Liga-évadban. Rendszeres kezdő maradt továbbra is. A Real megnyerte a 2016–17-es La Ligát, majd megvédte címét a Bajnokok Ligájában is. Ő lett az első német játékos, aki háromszor nyerte el a trófeát. A kiírásban ő volt az a labdarúgó, akit Zidane a legtöbbször szerepeltetett.
A 2017–18-as Bajnokok Ligája során tizenkét alkalommal lépett pályára. A 2018. május 26-án tartott döntőben az angol Liverpool ellen 3–1 arányban nyertek, amivel a Real az összesített 13. Bajnokok Ligája trófeáját nyerte el.

#### 2019–2020
2018. december 22-én Kroos megnyerte rekordnak számító ötödik FIFA-klubvilágbajnokságát, miután csapata 4–1-re legyőzte az arab El-Ajn FC-t a döntőben. 2019. május 20-án megállapodott egy 2023-ig szóló új kontraktusban. 2019. augusztus 17-én megnyitotta a gólok számát a La Liga szezonnyitóján a Celta Vigo elleni 3–1-es találkozón. 2019. október 22-én a 100. Bajnokok Ligája fellépésén győztes gólt ünnepelhetett a török Galatasaray ellen 1–0-ra megnyert meccsen.
2020. január 8-án megszerezte első spanyol szuperkupa-gólját a Valencia ellen szögletrúgásból a 2019–20-as kupaévad rijádi elődöntőjében és ezzel 3–1-re nyertek. Február 16-án Kroos ismét gólt lőtt a Celta ellen, ezúttal a otthoni közönség előtt a Santiagu Bernabéuban elért 2–2-es döntetlenben. Ez volt a hatodik gólja a galíciai klub ellen, ami azt jelentette, hogy többet szerzett ellenük, mint bármely más csapat ellenfeleként profi pályafutása során.
A koronavírus-világjárvány által súlytott idény Kroos addigi legeredményesebb szezonjának számított. 

#### 2021–
2021. április 10-én Kroos megszerezte első El Clásico-gólját a legendás viadalon az FC Barcelona ellen, amely a 28. percben szabadrúgásból született. A 2021–22-es Bajnokok Ligájában már az ötödik címét szerezte meg, tizenkét meccsen két góllal hozzájárulva a végső sikerhez, amit 2022 májusában sikeresen megvívtak a Liverpool elleni 1–0-val.
2022. augusztus 10-én a 2022–23-as szezon elején negyedik UEFA-szuperkupáját nyerte a német Eintracht Frankfurt ellen. Ez a meccs azért is volt meghatározó az ő számára, mivel ez volt az utolsó alkalom, hogy a szurkolók által KCM néven ismert trió (Kroos, Casemiro és Modrić) utoljára kezdett együtt. Casemiro egy héttel később a Manchester Unitedhez igazolt. A Bajnokok Ligája első játéknapján Kroos megkapta az "UEFA – A mérkőzés embere" címet a skót Celtic ellen nyújtott teljesítményéért idegenben. Szeptember 11-én először volt a Real Madrid csapatkapitánya a Mallorca elleni 4–1-re megnyert hazai mérkőzésen, miután Karim Benzema megsérült, a helyettesei pedig mind a kispadon kezdtek.
Október 16-án 250. La Liga-mérkőzését játszotta a FC Barcelona elleni 3–1-es El Clásico-győzelmen. Október 30-án megkapta profi pályafutása első piros lapját a Girona elleni hazai 1–1-es döntetlen alkalmával.
2024. május 21-én bejelentette, hogy a nyári Európa-bajnokság után visszavonul.

### A válogatottban
Többszörös német utánpótlás-válogatott, egészen az U16-os korosztálytól kezdve.

#### 2010-es világbajnokiság
2010 januárjában Kroost először hívták be a felnőtt német válogatottba, egy sindelfingeni edzésre, és bekerült a következő, 2010. március 3-i, Argentína elleni barátságos meccsre, amelyen bemutatkozhatott a címeres mezben.
Végül beválasztották Joachim Löw szövetségi kapitány 23 fős keretébe a 2010-es dél-afrikai világbajnokságra utazók közé. A vb-n debütált Németország utolsó, Ghána elleni csoportmérkőzésén, a 80. percben váltotta Bastian Schweinsteigert. További csereként lépett pályára az Argentína elleni negyeddöntőben, a Spanyolország elleni elődöntőben és a bronzéremért vívott harcban is Uruguay ellen.

#### 2012-es Európa-bajnokság

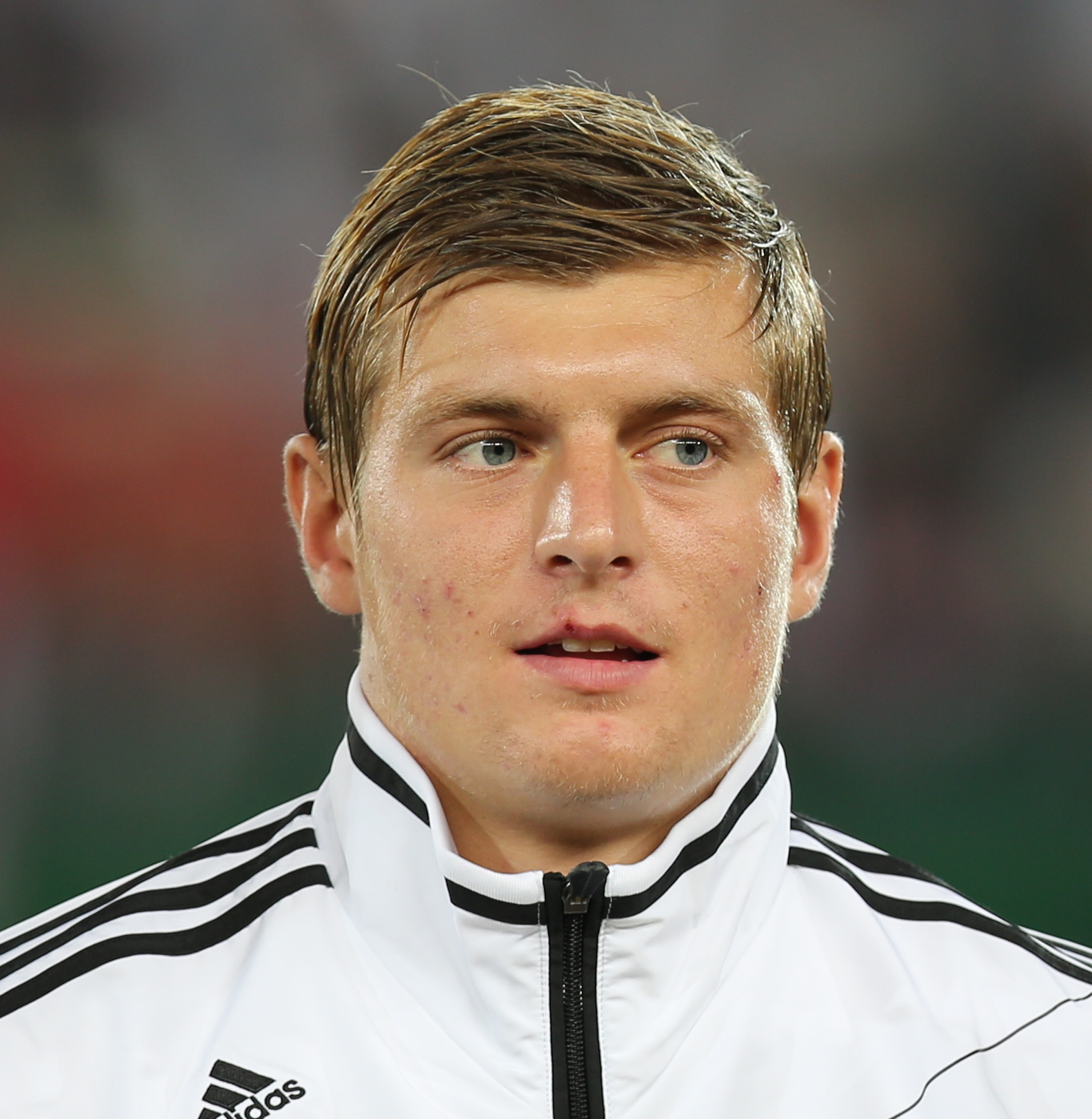
Kroos 2012-ben a német válogatott szerelésében.

Kroos rendszeres kezdőként lépett pályára a 2012-es Európa-bajnokság selejtezőin. Németország megnyerte mind a tíz selejtezőmérkőzést az "A" csoportban. Miután a részvétel már biztosított volt, Kroos megszerezte első két válogatott gólját is, mindkettőt erős jobb lábbal. Teljesítményéről Löw elismerően beszélt több alkalommal is. Németországot a tornán 2012. június 28-án állította meg Olaszország, ahol kezdő volt és ahol 1–2 arányban maradtak alul az elődöntőben.

#### 2014-es világbajnokság
A 2014-es világbajnokság selejtezőjében kétszer is eredményes volt az Ír Köztársaság ellen fölényes, 6–1-es győzelemben Dublinban. 2013. szeptember 6-án megszerezte a csapata második gólját az Ausztria elleni 3–0-s győzelem során. A végleges torna keretébe is bejutott. A csapat nyitómérkőzésén, a Portugália elleni 4–0-s sikerben Mats Hummelsnek adott gólpasszt a második gól előtt. A házigazda Brazília elleni elődöntőben két gólt szerzett, mindössze két perc különbséggel a 7–1-re megnyert történelmi összecsapáson. A brazilok Garçomnak (portugálul: pincér) kezdték becézték, mivel precízen juttatta el a legtöbb passzt a csatároknak. A döntőben Mario Götze 113. percen lőtt góljával 1–0-ra megnyerték a világbajnokságot Argentína ellen.
Július 11-én felkerült a torna legjobb játékosának járó Aranylabda-díj tízfős listájára. A Castrol Performance Index hivatalos statisztikai elemző cég Kroost a 2014-es torna legjobb játékosának minősítette, 9,79 ponttal a maximálisan megszerezhető 10-ből.

#### 2016-os Európa-bajnokság
A 15. alkalommal megrendezett, 2016-os franciaországi Európa-bajnokságon a is német válogatott tagja volt. Majdnem végigjátszotta az összes mérkőzést, és az Ukrajna elleni első meccsen előkészítette a németek első gólját. Az Olaszország elleni negyeddöntőben ő volt az első német, aki büntetőt végzett a tizenegyespárbajban. A csapat végül a rendező, és későbbi döntős Franciaországtól kapott ki az elődöntőben. A torna után beválasztották az "Év csapatába" két honfitársa mellett.

#### 2018-as világbajnokság
2018. június 4-én bekerült Németország végső, 23 fős keretébe a 2018-as oroszországi világbajnokságra. Június 23-án egy szabadrúgásból gólt szerzett a 95. percben Svédország ellen, így kialakítva a 2–1-es győzelmet. Németország azonban ezzel az egy sikerrel az "F" jelű kvartett utolsó, 4. helyén végzett és búcsúzott a vb-től.

#### 2020–21-es Nemzetek Ligája
2020. október 13-án 100. válogatottságát ünnepelte a Svájc ellen elért  3–3-as döntetlenben a 2020–21-es Nemzetek Ligája sorozatban.

#### 2020-as Európa-bajnokság
2021. május 19-én kihirdették a német keretet a 2020-as Eb-re, amelyen szintén ott volt.
Három nappal azután, hogy 0–2-re kikaptak a későbbi döntős Anglia ellen, 2021. július 2-án bejelentette, hogy visszavonul a válogatottól 106 jegyzett mérkőzéssel és 17 góllal a 2010 és 2021 között tartó időszakban.

#### 2024-es Európa-bajnokság
2024 februárjában bejelentette, hogy visszatér a válogatottba, hogy részt vehessen az Európa-bajnokságon. 2024. június 7-én bekerült Julian Nagelsmann szövetségi kapitány 26 fős keretébe, amely a 2024-es labdarúgó-Európa-bajnokságon részt vett.

## Statisztika

### Klubcsapatokban
Legutóbb: 2022. április 17-én lett frissítve.
| Klub                          | Szezon                     | League                     | League | League | Nemzeti kupa | Nemzeti kupa | Nemzetközi kupa | Nemzetközi kupa | Egyéb | Egyéb | Összesen | Összesen |
| Klub                          | Szezon                     | Bajnokság                  | Mérk.  | Gólok  | Mérk.        | Gólok        | Mérk.           | Gólok           | Mérk. | Gólok | Mérk.    | Gólok    |
| ----------------------------- | -------------------------- | -------------------------- | ------ | ------ | ------------ | ------------ | --------------- | --------------- | ----- | ----- | -------- | -------- |
| Bayern München II             | 2007–08                    | Regionalliga Süd           | 12     | 3      | —            | —            | —               | —               | —     | —     | 12       | 3        |
| Bayern München II             | 2008–09                    | 3. Liga                    | 1      | 1      | —            | —            | —               | —               | —     | —     | 1        | 1        |
| Bayern München II             | Bayern München II összesen | Bayern München II összesen | 13     | 4      | —            | —            | —               | —               | —     | —     | 13       | 4        |
| Bayern München                | 2007–08                    | Bundesliga                 | 12     | 0      | 2            | 0            | 6               | 1               | —     | —     | 20       | 1        |
| Bayern München                | 2008–09                    | Bundesliga                 | 7      | 0      | 1            | 1            | 1               | 0               | —     | —     | 9        | 1        |
| Bayern München                | 2010–11                    | Bundesliga                 | 27     | 1      | 3            | 1            | 7               | 1               | —     | —     | 37       | 3        |
| Bayern München                | 2011–12                    | Bundesliga                 | 31     | 4      | 6            | 1            | 14              | 2               | —     | —     | 51       | 7        |
| Bayern München                | 2012–13                    | Bundesliga                 | 24     | 6      | 3            | 0            | 9               | 3               | 1     | 0     | 37       | 9        |
| Bayern München                | 2013–14                    | Bundesliga                 | 29     | 2      | 6            | 1            | 12              | 1               | 4     | 0     | 51       | 4        |
| Bayern München                | Bayern München összesen    | Bayern München összesen    | 130    | 13     | 21           | 4            | 49              | 8               | 5     | 0     | 205      | 25       |
| Bayer Leverkusen (kölcsönben) | 2008–09                    | Bundesliga                 | 10     | 1      | 3            | 0            | —               | —               | —     | —     | 13       | 1        |
| Bayer Leverkusen (kölcsönben) | 2009–10                    | Bundesliga                 | 33     | 9      | 2            | 0            | —               | —               | —     | —     | 35       | 9        |
| Bayer Leverkusen (kölcsönben) | Bayer Leverkusen összesen  | Bayer Leverkusen összesen  | 43     | 10     | 5            | 0            | —               | —               | —     | —     | 48       | 10       |
| Real Madrid                   | 2014–15                    | La Liga                    | 36     | 2      | 2            | 0            | 12              | 0               | 5     | 0     | 55       | 2        |
| Real Madrid                   | 2015–16                    | La Liga                    | 32     | 1      | 0            | 0            | 12              | 0               | —     | —     | 44       | 1        |
| Real Madrid                   | 2016–17                    | La Liga                    | 29     | 3      | 5            | 0            | 12              | 1               | 2     | 0     | 48       | 4        |
| Real Madrid                   | 2017–18                    | La Liga                    | 27     | 5      | 0            | 0            | 12              | 0               | 4     | 0     | 43       | 5        |
| Real Madrid                   | 2018–19                    | La Liga                    | 28     | 0      | 4            | 0            | 8               | 1               | 3     | 0     | 43       | 1        |
| Real Madrid                   | 2019–20                    | La Liga                    | 35     | 4      | 2            | 0            | 6               | 1               | 2     | 1     | 45       | 6        |
| Real Madrid                   | 2020–21                    | La Liga                    | 28     | 3      | 1            | 0            | 12              | 0               | 1     | 0     | 42       | 3        |
| Real Madrid                   | 2021–22                    | La Liga                    | 22     | 1      | 3            | 0            | 9               | 2               | 2     | 0     | 36       | 3        |
| Real Madrid                   | Real Madrid összesen       | Real Madrid összesen       | 237    | 19     | 17           | 0            | 83              | 5               | 19    | 1     | 356      | 25       |
| Teljes karrier                | Teljes karrier             | Teljes karrier             | 423    | 46     | 43           | 4            | 132             | 13              | 24    | 1     | 622      | 64       |

### A válogatottban
Legutóbb: 2021. június 29-én lett frissítve.
| Nemzeti csapat | Év       | Mérk. | Gólok |
| -------------- | -------- | ----- | ----- |
| Németország    |          |       |       |
| 2010           | 13       | 0     |       |
| 2011           | 11       | 2     |       |
| 2012           | 10       | 2     |       |
| 2013           | 7        | 1     |       |
| 2014           | 16       | 4     |       |
| 2015           | 5        | 0     |       |
| 2016           | 12       | 3     |       |
| 2017           | 6        | 0     |       |
| 2018           | 11       | 2     |       |
| 2019           | 5        | 3     |       |
| 2020           | 5        | 0     |       |
| 2021           | 5        | 0     |       |
| Összesen       | Összesen | 106   | 17    |

### Válogatott góljai
2019. november 16-i állapot szerint.
| #   | Időpont             | Helyszín                                    | Ellenfél         | Gólok | Eredmény | Kiírás                                       |
| --- | ------------------- | ------------------------------------------- | ---------------- | ----- | -------- | -------------------------------------------- |
| 1   | 2011. szeptember 6. | PGE Arena, Gdańsk, Lengyelország            | Lengyelország    | 1–1   | 2–2      | Barátságos mérkőzés                          |
| 2   | 2011. november 11.  | Olimpiai Stadion, Kijev, Ukrajna            | Ukrajna          | 1–2   | 3–3      | Barátságos mérkőzés                          |
| 3   | 2012. október 12.   | Aviva Stadion, Dublin, Írország             | Írország         | 5–0   | 6–1      | 2014-es labdarúgó-világbajnokság-selejtező   |
| 4   | 2012. október 12.   | Aviva Stadion, Dublin, Írország             | Írország         | 6–0   | 6–1      | 2014-es labdarúgó-világbajnokság-selejtező   |
| 5   | 2013. szeptember 6. | Allianz Arena, München, Németország         | Ausztria         | 2–0   | 3–0      | 2014-es labdarúgó-világbajnokság-selejtező   |
| 6.  | 2014. július 8.     | Estádio Mineirão, Belo Horizonte, Brazília  | Brazília         | 3–0   | 7–1      | 2014-es labdarúgó-világbajnokság             |
| 7.  | 2014. július 8.     | Estádio Mineirão, Belo Horizonte, Brazília  | Brazília         | 4–0   | 7–1      | 2014-es labdarúgó-világbajnokság             |
| 8.  | 2014. október 14.   | Veltins-Arena, Gelsenkirchen, Németország   | Írország         | 1–0   | 1–1      | 2016-os labdarúgó-Európa-bajnokság selejtező |
| 9.  | 2014. november 18.  | Estadio de Balaídos, Vigo, Spanyolország    | Spanyolország    | 1–0   | 1–0      | Barátságos mérkőzés                          |
| 10. | 2016. március 26.   | Olimpiai Stadion, Berlin, Németország       | Anglia           | 1–0   | 2–3      | Barátságos mérkőzés                          |
| 11. | 2016. március 29.   | Allianz Arena, München, Németország         | Olaszország      | 1–0   | 4–1      | Barátságos mérkőzés                          |
| 12. | 2016. október 8.    | Volksparkstadion, Hamburg, Németország      | Csehország       | 2–0   | 3–0      | 2018-as labdarúgó-világbajnokság-selejtező   |
| 13. | 2018. június 23.    | Fist Olimpiai Stadion, Szocsi, Oroszország  | Svédország       | 2–1   | 2–1      | 2018-as labdarúgó-világbajnokság             |
| 14. | 2018. október 16.   | Stade de France, Saint-Denis, Franciaország | Franciaország    | 1–0   | 1–2      | 2018–2019-es UEFA Nemzetek Ligája (A liga)   |
| 15. | 2019. szeptember 6. | Volksparkstadion, Hamburg, Németországy     | Hollandia        | 2–2   | 2–4      | 2020-as labdarúgó-Európa-bajnokság selejtező |
| 16  | 2019. november 16.  | Borussia-Park, Mönchengladbach, Németország | Fehéroroszország | 3–0   | 4–0      | 2020-as labdarúgó-Európa-bajnokság selejtező |
| 17  | 2019. november 16.  | Borussia-Park, Mönchengladbach, Németország | Fehéroroszország | 4–0   | 4–0      | 2020-as labdarúgó-Európa-bajnokság selejtező |

## Sikerei, díjai

### Klub
- Bayern München
  - Bundesliga bajnok (3): 2007–08, 2012–13, 2013-14
  - Német kupa győztes (3): 2007–08, 2012–13, 2013–14
  - Német ligakupa győztes (1): 2007
  - Német szuperkupa (2): 2010, 2012
  - Bajnokok ligája (1): 2012–13
  - UEFA-szuperkupa (1): 2013
  - FIFA-klubvilágbajnokság (1): 2013
- Real Madrid
  - Spanyol bajnok (5): 2016–17, 2019–20, 2019–20, 2021–22, 2023–24
  - Spanyol szuperkupa (4): 2017, 2019–20, 2021–22, 2023–2024
  - Európai szuperkupa (2): 2014, 2017
  - FIFA-klubvilágbajnokság (5): 2014, 2016, 2017, 2018, 2022
  - Bajnokok ligája (5): 2015–16, 2016–17, 2017–18, 2021–22, 2023–24

### Válogatott
- Németország U17:
  - U17-es labdarúgó-világbajnokság:
    - Bronzérmes: 2007
- Németország:
  - Labdarúgó-világbajnokság:
    - Bronzérmes: 2010
    - Aranyérmes: 2014

  - Labdarúgó-Európa-bajnokság:
    - Bronzérmes: 2012

### Egyéni
- A U17-es labdarúgó-Európa-bajnokság legjobb játékosa: 2006
- A U17-es labdarúgó-Európa-bajnokság gólkirálya: 2006
- A U17-es labdarúgó-világbajnokság aranylabdása: 2007
- A U17-es labdarúgó-világbajnokság bronzcipőse: 2007
- Fritz-Walter-érem – arany: 2008 (U18)